# Trud
Il Trud (in russo Труд?, Trud, Lavoro) è un quotidiano russo, fondato nel 1921. Il Trud è uno dei quotidiani più diffusi e famosi della Russia.
Nel fine settimana viene pubblicato l'edizione Trud-7 che funge da inserto settimanale.

## Storia

### Il periodo sovietico
Fu fondato il 19 febbraio 1921 come voce ufficiale dei sindacati dell'Unione Sovietica. Era un quotidiano focalizzato sulle tematiche del lavoro, le analisi economiche e riportava i decreti ufficiali e le circolari normative attinenti al mondo del lavoro. Divenne il quotidiano più diffuso dell'Unione Sovietica tanto che, nel 1990 il Trud con 21 500 000 copie medie di tiratura entrò nel Guinness Book of Records.

### Dopo il crollo dell'URSS
Dopo la caduta dell'URSS perse molta dell'importanza del passato. Nel 2007 la tiratura media, secondo la sua stessa pagina ufficiale, era di 1 580 000. Nel 2005 fu acquisito dal gruppo Promsvjaz'kapital e nel 2008 è diventato parte del gruppo MEDIA3 holding insieme al settimanale Argumenty i Fakty. Nel febbraio 2008 il quotidiano è stato completamente rinnovato, il suo formato è passato da broadsheet (foglio largo) a compact (foglio compatto), è stampato completamente a colori e comprende gli annunci economici a livello nazionale.